# Kasteel Ter Hasselt

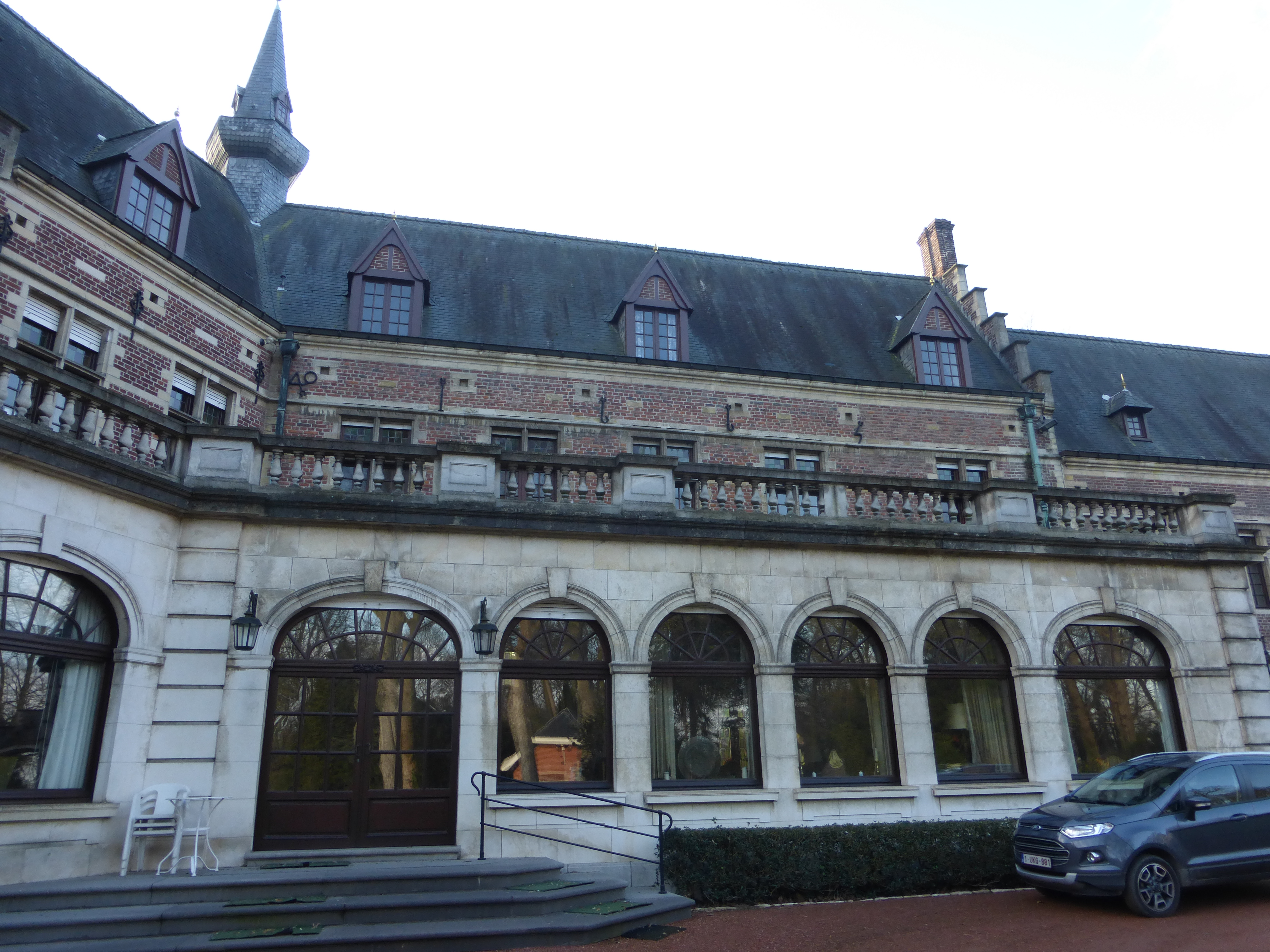
Kasteel Ter Hasselt

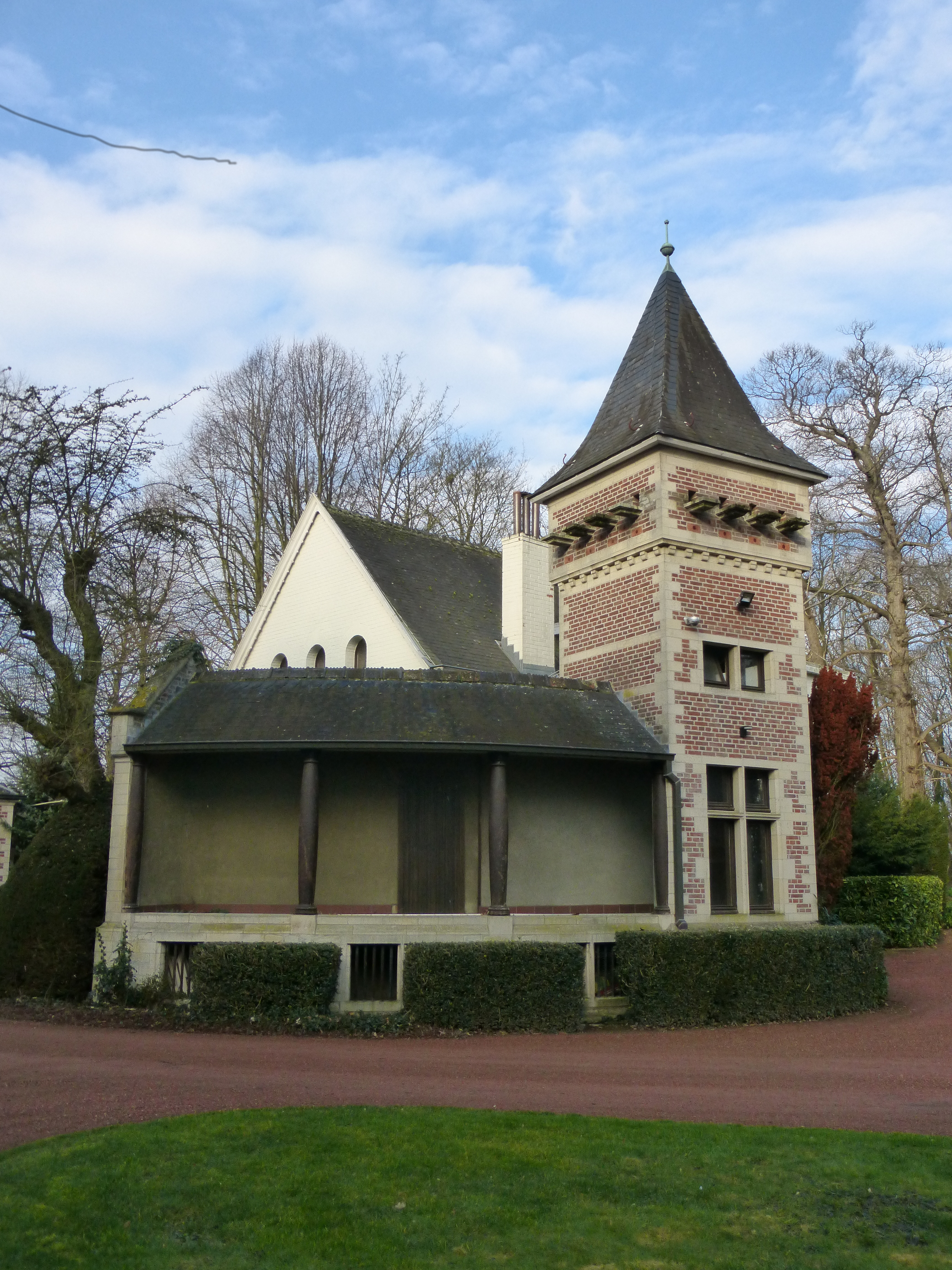
Duiventoren

Het Kasteel Ter Hasselt is een kasteel in de Vlaams-Brabantse plaats Meise, gelegen aan de Nieuwelaan 65-67.

## Geschiedenis
In 1197 was sprake van het mansus apud Hasselt, of Hof Ter Hasselt, dat vermoedelijk de voorloper van dit domein was. Omstreeks 1665 werd in opdracht van de toenmalige eigenaar, Servaas Caimo, een nieuw kasteel opgetrokken. In 1866 en 1886 werd dit kasteel sterk gewijzigd in neoclassicistische stijl. In 1907 werd het door de toenmalige eigenaar, Léon Courbon, vergroot en in Vlaamse neorenaissancestijl aangepast, in baksteenarchitectuur met zandstenen speklagen, trapgevels en dergelijke.
Er werd ook een monumentaal poortgebouw opgericht, met koetshuis en een duiventoren.
In de tuin werd in 1805 een achthoekig bakstenen paviljoen gebouwd.
Courbon leefde in onmin met zijn buurman Parmentier, die op het tegenovergelegen Domein Terassel woonde. Beide heren bouwden constructies om hun tegenpool het uitzicht te belemmeren.
In 1956 kwam het domein aan Constant De Smedt die in 1962, na een brand, het kasteel liet restaureren. Hij verfraaide de tuin met beelden en vazen en liet een zwembadje en stookplaats bouwen als fantasierijke breukstenen constructie.
Met expo 58 in het achterhoofd, werd begin jaren 50 beslist om een derde baanvak aan te leggen op de provinciale weg (nu A12 ). Gezien een derde baanvak onmogelijk was in Meise, moest men uitwijken en zo verloor het Domein Ter Hasselt een deel van haar park.